# Proceratium convexiceps
Proceratium convexiceps (лат.) — вид мелких муравьёв из подсемейства Proceratiinae (Formicidae). Эндемик Центральной Америки.

## Распространение
Гватемала, Коста-Рика и Мексика и Панама (Северная Америка).

## Описание
Мелкие муравьи с загнутым вниз и вперёд кончиком брюшком (длина рабочих 3,04—3,58 мм; длина глаз составляет 0,05-0,07 мм у рабочих и до 0,20 мм у маток и до 0,29 мм у самцов). От близких видов отличается следующими признаками: постпетиоль выпуклый и антеролатерально угловатый; мезосома выпуклая; область между базальной и наклонной гранями проподеума с очень поверхностными следами поперечного киля; верх проподеума покрыт и длинными и короткими волосками; киль на проподеуме не развит. Средние голени без гребенчатых шпор. Нижнечелюстные щупики 3-члениковые, нижнегубные щупики состоят из 2 сегментов. Окраска коричневая. Предположительно, как и другие близкие виды охотятся на яйца пауков и других членистоногих.

## Классификация
Относится к группе видов из клады Proceratium micrommatum, наиболее близок к виду Proceratium mexicanum.